# Улица Паэ (Таллин)
У́лица Па́э (эст. Pae tänav — Плитняковая улица) — улица в Таллине, столице Эстонии.

## География
Расположена в районе Ласнамяэ. Проходит через микрорайоны Юлемисте, Сикупилли и Паэ. Начинается у Петербургского шоссе, пересекается с улицами Маяка пыйк, Киве, Вяйке-Паала, Пунане и Выйдуйооксу, заканчивается на пересечении с улицей Паэкааре.
Протяжённость — 2032 м.

## История
Улица получила своё название 8 марта 1949 года. По ней, в свою очередь, названа Паэская пачка формации Вяо Ласнамяэского яруса.

## Общественный транспорт
По улице проходят маршруты городских автобусов № 7, 13, 31, 50, 58.

## Застройка
Начало улицы застроено зданиями и 3-этажными жилыми домами, возведёнными в 1950–1960-х годах. На конечном отрезке улицы стоят 5-этажные и 9-этажные панельные и 14-этажные кирпичные жилые дома, построенные в 1970–1980-е годы.
- Pae tn 1 — спортивный клуб Ласнамяэского спорткомплекса, бывший спортклуб завода «Двигатель», построен в 1958 году[7];
- Pae tn 5 — Паэская гимназия, здание построено в 1957 году, [8];
- Pae tn 12 — офисное здание, где ранее работала школа, построено в 1974 году, архитектор Андрес Альвер[эст.], [9];
- Pae tn 16 — верхний маяк Таллина (т. н. «Красный маяк»);
- Pae tn 25 — частная поликлиника «Paratselts», [10];
- Pae tn 51 — детский сад Паэкааре;
- Pae tn 59 — Ласнамяэская гимназия[11];
- Pae tn 70 — рынок «Ласнамяэ»[12];
- Pae tn 76 — продуктовый магазин торговой сети «Rimi»[эст.],
- Pae tn 78 — супермаркет «Maxima X» торговой сети «Maxima»

По адресу улица Паэ 2, на перекрёстке с Петербургским (Ленинградским) шоссе  ранее находился Дом культуры «Маяк» завода «Двигатель». Был построен в 1961 году и снесён в 2004 году. На его месте планируется строительство магазина торговой сети «Lidl».

Улица Паэ
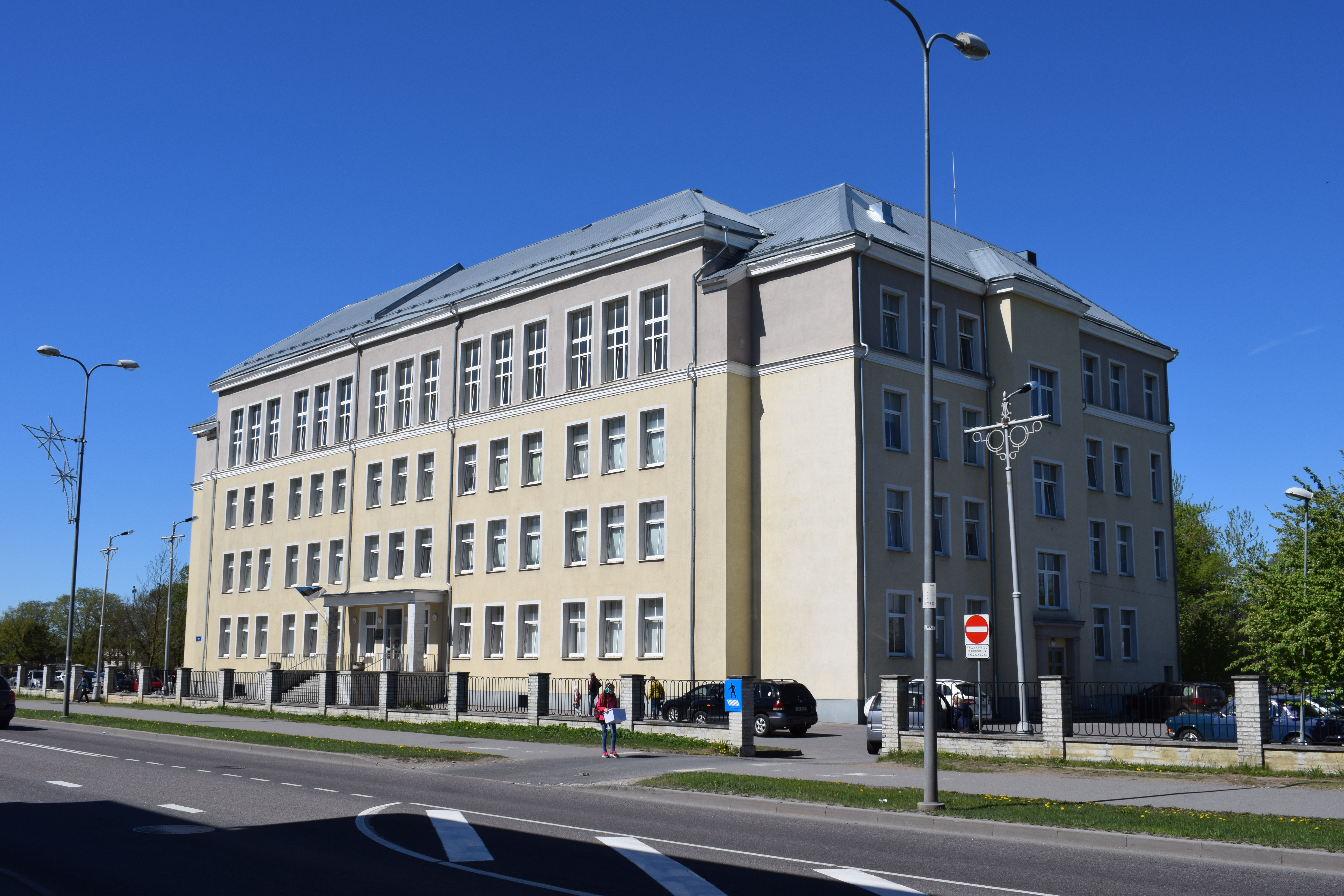
Дом 5, Паэская гимназия
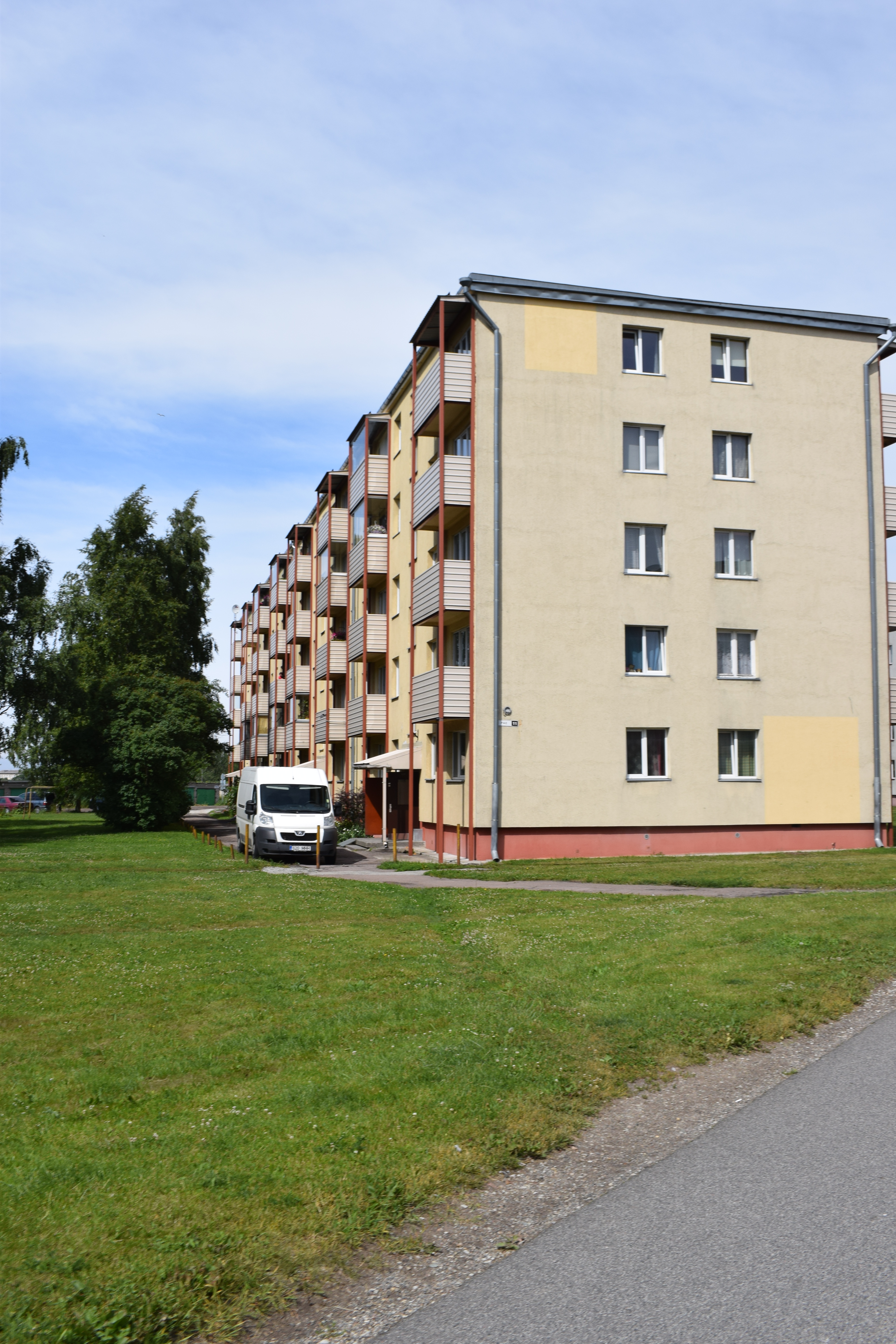
Дом 11
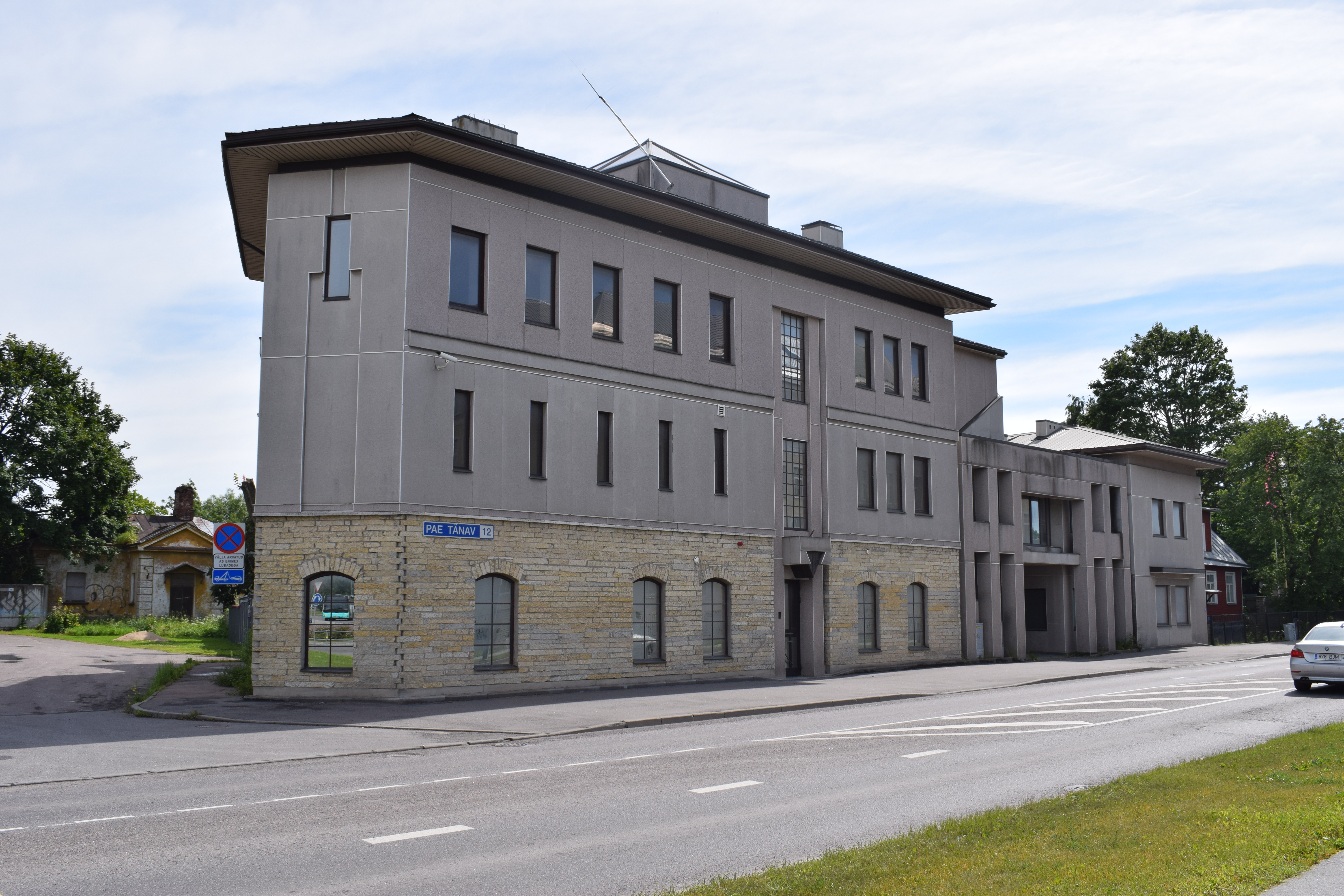
Дом 12
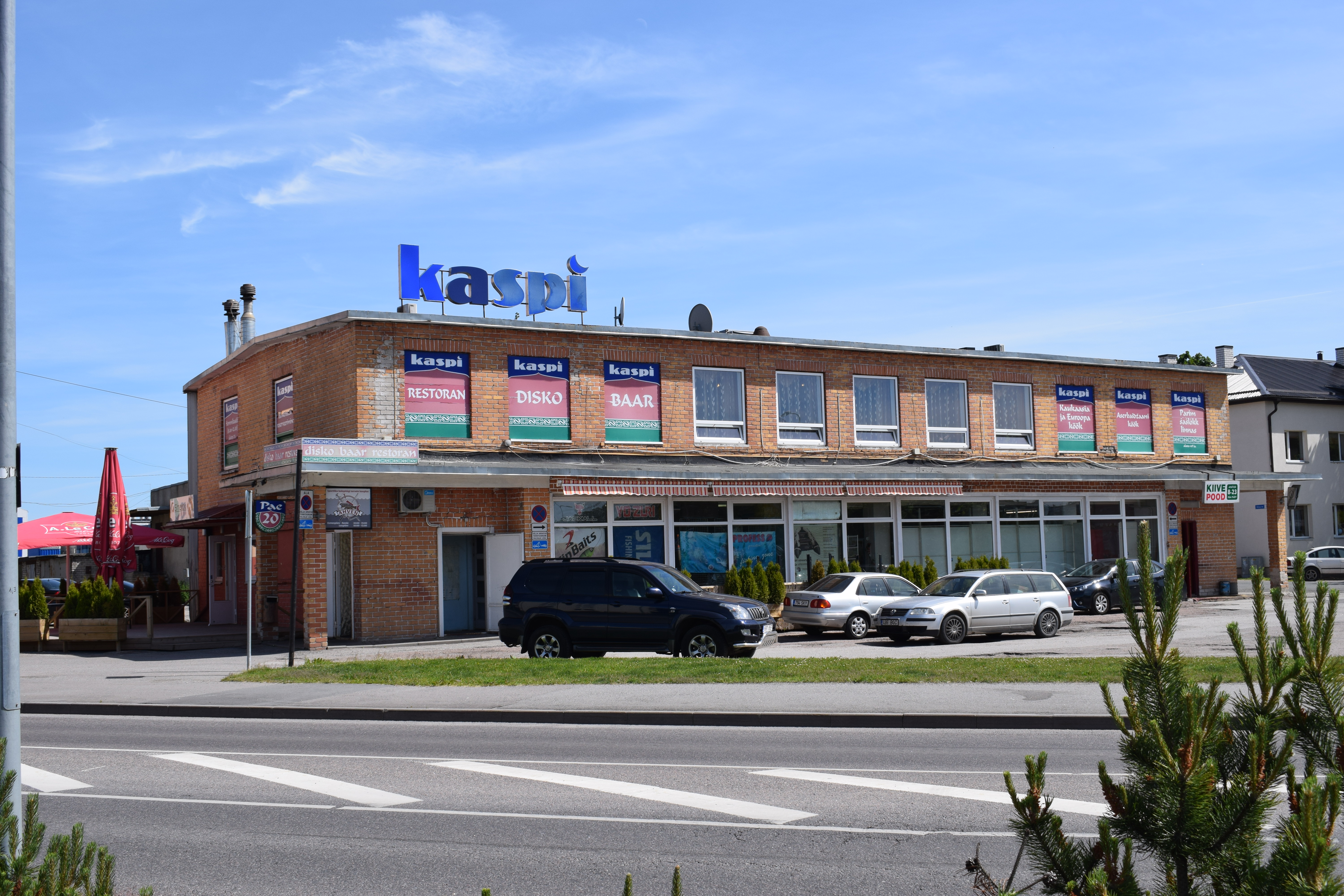
Дом 20
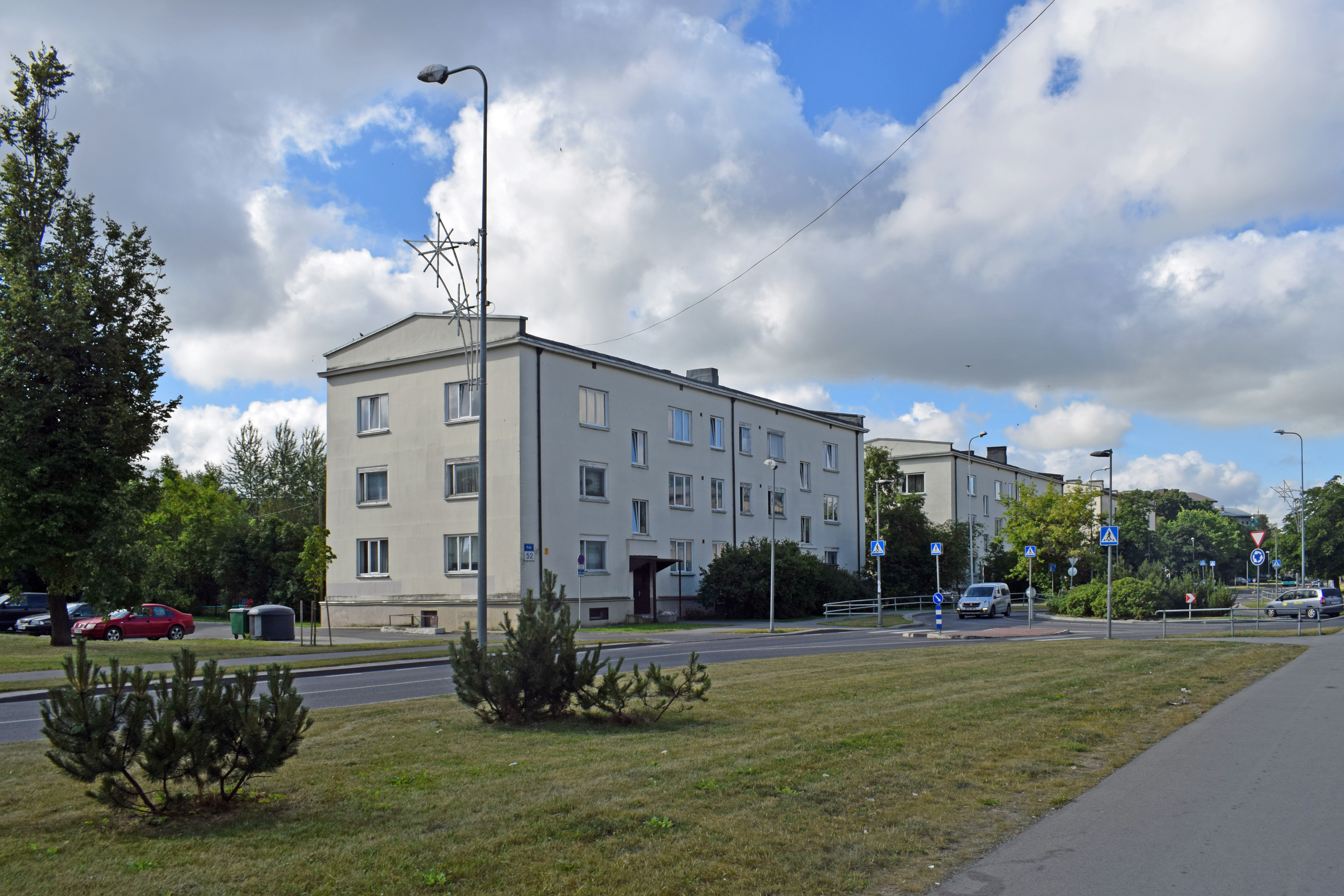
Дом 52
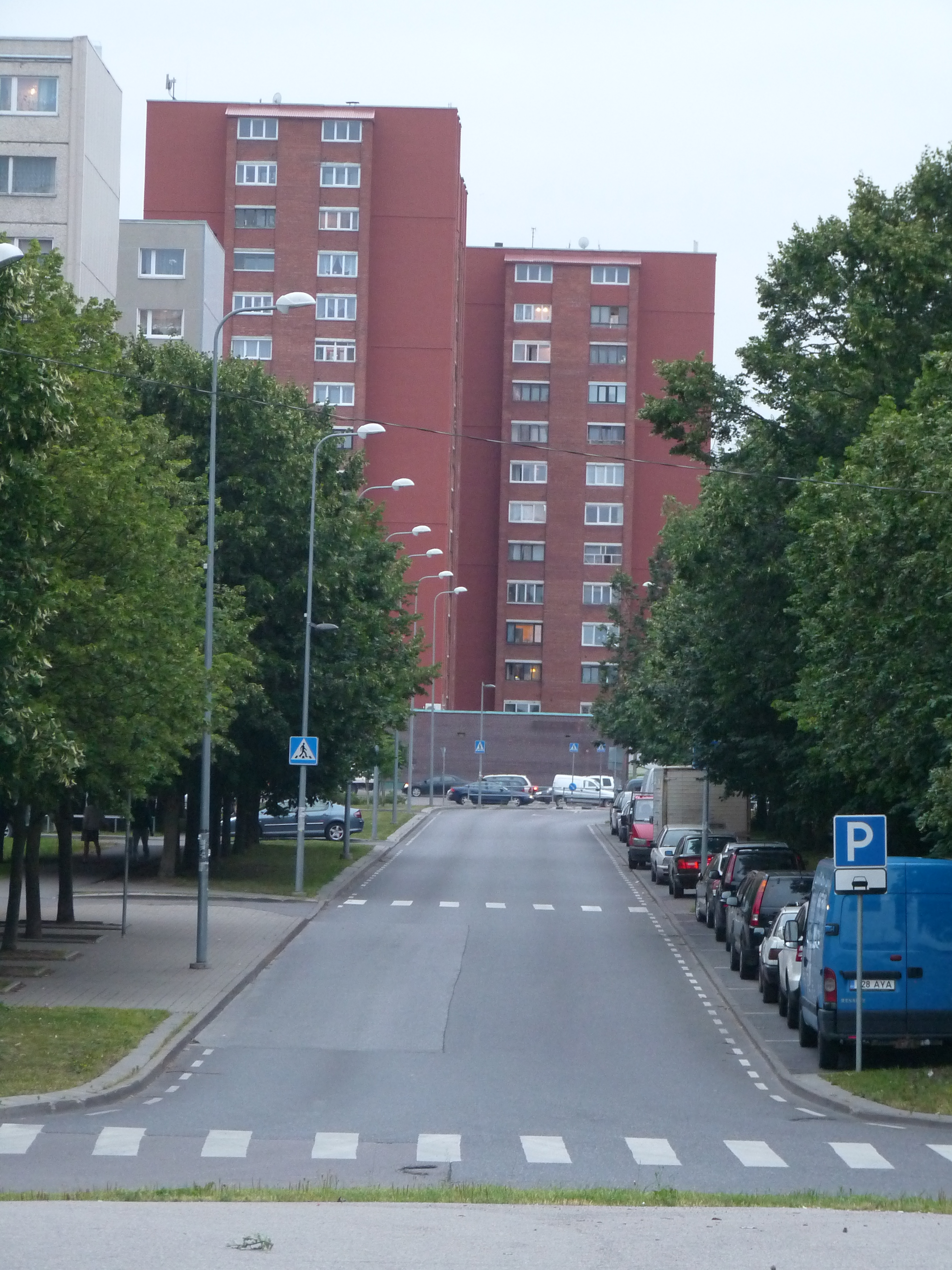
Конечный отрезок улицы